# Joan Brujas i Pellisser
Joan Brujas i Pellisser   (Sabadell, 1845 - 1920) fou un empresari del sector tèxtil d'aparells i acabats i va ser el pioner de l'electricitat a Sabadell.

## Biografia
L'any 1894 va fer construir una central elèctrica a la plaça del Duc de la Victòria (ara plaça del Gas), moment en què aconseguí un contracte amb l'Ajuntament de Sabadell per il·luminar els carrers del centre de la ciutat. Aquest primer enllumenat públic va conviure amb la il·luminació preexistent dels fanals de gas i de petroli. L'any 1899 creà La Energia SA i consolidà aquesta central productora de fluid elèctric.
Fou un personatge molt reconegut en el món empresarial, social i financer sabadellenc: president del Gremi de Fabricants entre els anys 1897 i 1898, també fou president de l'Orfeó de Sabadell (1911-1913) i entre els anys 1912-1920 exercí el càrrec de director president de la Caixa d'Estalvis de Sabadell.

## La Electricidad
El 1897, Brujas fundà una raó social amb l'enginyer Émile Frêne i amb E. Rafael Agazzi anomenada La Electricidad, que es dedicava a instal·lacions i maquinària elèctrica per als rams de l'enllumenat elèctric, la producció i la transmissió de força i telefonia.
Fins a l'absorció per Asea Brown Boveri (ABB) l'any 2000, ha estat una de les empreses emblemàtiques i més importants de la producció de motors i maquinària elèctrics en l'àmbit local, català i espanyol.